# Commission de Bunsen
Pour les articles homonymes, voir Bunsen.
La commission de Bunsen (ou Commission sur la Turquie asiatique, en anglais : Committee on Asiatic Turkey) fut une commission interministérielle créée par le gouvernement britannique pour « envisager la nature des désidérata britanniques en Turquie d’Asie en cas de succès militaire ». Elle a été constituée le 8 avril 1915 par le Premier ministre britannique Herbert Asquith et a été dirigée par Sir Maurice de Bunsen, ancien ambassadeur britannique à Vienne en Autriche-Hongrie.
Le rapport de la commission de Bunsen a jeté les bases de la politique britannique au Moyen-Orient. Il a envisagé les différents scénarios possibles concernant l’Empire ottoman et ses possessions, pendant et après la Première Guerre mondiale ; il a formulé des recommandations et il a fourni les lignes directrices pour les négociations avec la France, l'Italie et la Russie concernant la partition de l'Empire ottoman.

## Contexte
Le Royaume-Uni et la France avaient accepté en mars 1915 la demande de la Russie de contrôler Constantinople et les détroits tout en y reconnaissant le droit à la liberté de circulation et de commerce. Après quoi la France s’était tournée vers le Royaume-Uni pour envisager également une clarification de leurs positions respectives et un accord sur les différents scénarios envisageables et l’avenir de l’Empire ottoman qui viendrait à être défait. Le Royaume-Uni a pu alors constater son absence de réflexion et de vision stratégiques sur ses intérêts dans cette région, ce qui a conduit le gouvernement à la création de la commission de Bunsen.

## Membres
Les membres de la commission étaient :
- Maurice de Bunsen, président,
- Georges Clerk (en), représentant le Foreign Office,
- Thomas Holderness (en), représentant le Bureau de l'Inde,
- Henry Jackson (en), représentant l’Amirauté,
- Charles Edward Callwell (en), représentant le Bureau de la Guerre,
- Hubert Llewellyn Smith, représentant la Commission du Commerce,
- Mark Sykes, représentant Lord Kitchener, le Secrétaire d’état à la guerre[5],
- enfin le Comité de Défense impériale, représenté par le Lieutenant-colonel Maurice Hankey[6], hébergeait les réunions de la commission et en assurait le secrétariat[1].

De nombreux organismes ou personnalités, non directement représentés, produisirent également des mémorandums (38 en l’occurrence, qui furent joints au rapport final) exposant leurs positions sur l’objet de la commission . Par ailleurs, Sir Maurice de Bunsen invita le Contre-Amiral Sir Edmond Slade (en), considéré comme l’un des meilleurs experts en matière pétrolière, à faire devant la commission un exposé sur ce sujet d’importance.

## Réunions et débats
La commission se réunira treize fois entre le 12 avril et le 28 mai 1915. Elle publiera son rapport final le 30 juin 1915 .
Lors des réunions, chaque représentant put, dans un premier temps, exposer le point de vue de son administration, puis toutes les questions soulevées furent listées et firent l’objet de débats entre les intervenants.
Sir Maurice de Bunsen rappela qu’un accord avait été conclu avec la Russie, lui octroyant le contrôle de Constantinople et des détroits avec liberté de circulation et de commerce, en échange de quoi elle reconnaissait les droits de la France et du Royaume-Uni sur leurs zones d’intérêts dans l’Empire ottoman. Après quoi, il rappela que les « intérêts spéciaux » qui devaient être analysés étaient d’ordre économiques et commerciaux et qu’il s’agissait de définir les moyens de les sécuriser.
Hubert LLewellyn Smith, représentant le Bureau du commerce, exposa les trois objectifs du gouvernement : obtenir un marché libre et ouvert pour les industriels britanniques ; acquérir des productions agricoles et des matières premières ; ouvrir le champ aux capitaux britanniques et à la main d’œuvre du Raj britannique. Le second point faisait de l’Irak un enjeu majeur en termes d’agriculture et de ressources pétrolières. Ce dernier point rendait le contrôle du vilayet de Mossoul, présumé riche en hydrocarbures, un sujet épineux car revendiqué par la France.
Thomas Holderness, représentant le Bureau de l’Inde, insista sur le fait que le vilayet de Bassora étant revendiqué par le Raj britannique, sa sécurisation nécessitait le contrôle en amont du vilayet de Bagdad, jusqu’à une ligne allant de Hit (sur l’Euphrate), jusqu’à Tikrit (sur le Tigre). Lord Hardinge, vice-roi des Indes, avait rappelé dans un télégramme que la possession de Bassora et le contrôle de Bagdad étaient vitaux pour la sécurité des exploitations pétrolières de l’APOC dans la vallée du Karun et à Abadan, dans l’Arabistan en Perse. Hubert LLewellyn Smith trouva cette position doublement insuffisante : d’abord car les véritables défenses naturelles de l’Irak étaient les zones montagneuses au nord du vilayet de Mossoul ; ensuite parce que ce dernier était également une source potentielle d’hydrocarbures.
Les questions soulevées mettant toutes en exergue le rôle important des ressources pétrolières, le président de la commission fit appel à l’expert en la matière qu’était Sir Edmond Slade. Ce dernier indiqua aux membres de la commission que selon lui il existait une bande qui regorgeait de pétrole, allant du sud de la péninsule arabique, longeant les côtes ouest du golfe persique, passant par les exploitations existantes de l’APOC et allant jusqu’au vilayet de Mossoul. La commission envisageait alors pour la première fois la nécessité d’empêcher toute autre puissance coloniale de s’implanter sur le territoire ainsi désigné, pour en conserver le contrôle par les seuls britanniques. Enfin, Sir Edmond Slade suggéra l’importance d’assurer une continuité territoriale sous influence britannique du golfe persique et de l’Irak jusqu’à la Méditerranée, pour acheminer le pétrole par pipeline vers Haïfa, en Palestine, par exemple.
Quant à l’impact de Sir Mark Sykes (qui négocia ultérieurement les accords Sykes-Picot) sur la commission, il a été qualifié de « profond », du fait de sa connaissance du terrain et des livres qu’il avait publié sur ses voyages au Moyen-Orient. Il proposera les différentes options envisageables et il introduira les notions de partition ou de zones d’intérêts, ainsi que celle d’indépendance nominale sous contrôle européen. Mais ces visions furent pour l’essentiel récusées par Sir Edward Grey du Foreign Office qui les trouva trop impérialistes, empêchant le consensus de la commission sur elles. Mais Sykes revint à la charge avec une version expurgée divisant la « Turquie asiatique » en cinq zones de « dévolution » : Anatolie, Arménie, Syrie, Palestine et Irak, qui présentait l’avantage de la flexibilité dans la mise en œuvre et par rapport aux évolutions incertaines, du fait de la guerre, de la situation géopolitique. C’est ce dernier schéma qui sera finalement la recommandation de la commission. Sir Mark Sykes ne signera pas le rapport final remis le 30 juin 1915, car il fut envoyé début juin par le Bureau de la Guerre auprès des autorités britanniques du Proche et du Moyen-Orient et en Inde pour discuter des conclusions de la commission et, en même temps, pour étudier la situation sur le terrain.

## Rapport
Le rapport de la commission fut publié le 30 juin 1915. Il envisageait quatre solutions possibles :
- la partition entre les Alliés, laissant seulement un petit état ottoman en Anatolie ;
- la préservation de l’Empire ottoman, sous réserve que les Grandes puissances contrôlent des zones d’influence politique et commerciale ;
- la préservation de l’Empire ottoman en tant qu'état indépendant en Asie, moyennant quelques ajustements territoriaux ;
- la création d'un État fédéral décentralisé ottoman en Asie, exerçant un pouvoir nominal, composé de cinq ayalets (provinces) : Anatolie, Arménie, Syrie, Palestine et Irak, et la création d’un état « indépendant » en Arabie, sans dire s’il serait unique ou fragmenté, et le tout moyennant quelques ajustements territoriaux.

La commission a recommandé cette dernière solution comme étant la meilleure option pour satisfaire aux exigences de défense des intérêts de l’Empire britannique.
Elle a ajouté neuf désidérata britanniques :
- la confirmation de l’emprise britannique sur le golfe persique ;
- la défense du commerce colonial dans la région ;
- le respect des assurances données aux dirigeants de la péninsule arabique ;
- la sécurisation des intérêts britanniques dans les exploitations pétrolières ;
- le développement agricole de la Mésopotamie et la possibilité d’émigration indienne vers ces terres ;
- le maintien des positions stratégiques britanniques en Méditerranée orientale et dans le golfe persique ;
- le contrôle musulman des lieux saints de l’Islam et la solution de la problématique califale ;
- une solution satisfaisante à la question arménienne ;
- la solution de la question de la Palestine et des lieux saints chrétiens.

Pour ce qui concernait la Palestine, elle indiquait qu'il serait « ... vain que le gouvernement de Sa Majesté réclame le maintien de la Palestine dans sa sphère d’influence. La Palestine doit être reconnue comme un pays dont la destinée doit faire l'objet de négociations spéciales, auxquelles tant les belligérants que les neutres sont également intéressés »,. Dans le cas de la partition ou des zones d'influence, le Comité a défini une sphère d'influence britannique incluant la Palestine tout en acceptant l’idée qu'il y avait des intérêts français et russes, ainsi que des intérêts musulmans à Jérusalem et dans les Lieux Saints.